# العلاقات الكاميرونية البوتسوانية
العلاقات الكاميرونية البوتسوانية هي العلاقات الثنائية التي تجمع بين الكاميرون وبوتسوانا.

## مقارنة بين البلدين
هذه مقارنة عامة ومرجعية للدولتين:
| وجه المقارنة                                              | الكاميرون                      | بوتسوانا                       |
| --------------------------------------------------------- | ------------------------------ | ------------------------------ |
| المساحة (كم2)                                             | 475.44 ألف                     | 581.74 ألف                     |
| عدد السكان (نسمة)                                         | 24.05 مليون                    | 2.29 مليون                     |
| الكثافة السكانية (ن./كم²)                                 | 50.58                          | 3.94                           |
| العاصمة                                                   | ياوندي                         | غابورون                        |
| اللغة الرسمية                                             | لغة فرنسية، لغة إنجليزية       | لغة إنجليزية                   |
| العملة                                                    | فرنك وسط أفريقي                | بولا بوتسواني                  |
| الناتج المحلي الإجمالي (بليون دولار)                      | 34.80 مليار                    | 17.41 مليار                    |
| الناتج المحلي الإجمالي (تعادل القوة الشرائية) بليون دولار | 72.72 مليار                    | 35.84 مليار                    |
| الناتج المحلي الإجمالي الاسمي للفرد دولار أمريكي          | 1.22 ألف                       | 6.36 ألف                       |
| الناتج المحلي الإجمالي للفرد دولار أمريكي                 | 2.97 ألف                       | 16.10 ألف                      |
| مؤشر التنمية البشرية                                      | 0.512                          | 0.698                          |
| رمز المكالمات الدولي                                      | +237                           | +267                           |
| رمز الإنترنت                                              | .cm                            | .bw                            |
| المنطقة الزمنية                                           | توقيت غرب أفريقيا، ت ع م+01:00 | ت ع م+02:00، توقيت وسط إفريقيا |

## منظمات دولية مشتركة
يشترك البلدان في عضوية مجموعة من المنظمات الدولية، منها:
| علم المنظمة | اسم المنظمة                                 | تاريخ انضمام الكاميرون | تاريخ انضمام بوتسوانا |
| ----------- | ------------------------------------------- | ---------------------- | --------------------- |
|             | وكالة ضمان الاستثمار متعدد الأطراف          | 7 أكتوبر 1988          | 15 مايو 1990          |
|             | الأمم المتحدة                               | 20 سبتمبر 1960         | 17 أكتوبر 1966        |
|             | دول الكومنولث                               | ?                      | ?                     |
|             | منظمة حظر الأسلحة الكيميائية                | ?                      | ?                     |
|             | منظمة التجارة العالمية                      | ?                      | ?                     |
|             | منظمة الشرطة الجنائية الدولية               | ?                      | ?                     |
|             | الاتحاد الأفريقي                            | ?                      | 31 أكتوبر 1966        |
|             | البنك الإفريقي للتنمية                      | ?                      | ?                     |
|             | مؤسسة التنمية الدولية                       | 10 أبريل 1964          | 24 يوليو 1968         |
|             | يونسكو                                      | 11 نوفمبر 1960         | 16 يناير 1980         |
|             | مجموعة دول أفريقيا والكاريبي والمحيط الهادئ | ?                      | ?                     |
|             | الاتحاد البريدي العالمي                     | ?                      | ?                     |
|             | البنك الدولي للإنشاء والتعمير               | 10 يوليو 1963          | 24 يوليو 1968         |
|             | الاتحاد الدولي للاتصالات                    | 22 ديسمبر 1960         | 2 أبريل 1968          |
|             | مؤسسة التمويل الدولية                       | 1 أكتوبر 1974          | 23 مارس 1979          |
|             | المركز الدولي لتسوية المنازعات الاستشارية   | 2 فبراير 1967          | 14 فبراير 1970        |

## وصلات خارجية
- موقع وزارة الخارجية الكاميرونية
- موقع وزارة الخارجية البوتسوانية